# لمیا حجی بشار
لمیا حجی بشار (عربی: لمياء حجي بشار؛ زادهٔ ۱۹۹۸) دختر جوان کُرد اهل عراق از اقلیت ایزدی متولد روستای کوجو در سنجار واقع در استان موصل عراق است که بعد از ربوده شدن توسط داعش، از چنگ آن‌ها فرار کرد و جنایاتی که در حق او شده را در سطح جهانی افشا نمود.

## ربوده شدن توسط داعش
او در سال ۲۰۱۴ توسط داعش بدنبال اشغال سنجار ربوده و به موصل برده شد و در آنجا به یک پزشک از اهالی حویجه فروخته شد. پزشک مزبور لمیا را مجبور به آموزش قرآن و پوشیدن حجاب نمود. لمیا به مدت یک سال و دو ماه تحت شکنجه و ضرب و شتم و آزار جسمی قرار گرفت. وی توانست از طریق خط اینترنت در جریان دیدارهایش با خانوادهٔ دوست پزشکی که او را خریده‌بود و به بهانهٔ آموزش گرفتن نماز و امور مذهبی به‌طور مخفیانه با آشنایانش تماس برقرار کند و همین وسیله‌ای شد تا بتواند از چنگ داعش فرار کند.

## فرار از دست داعش
آشنایان لمیا با پرداخت پول توانستند او را در ۱۳ آوریل ۲۰۱۶ به همراه دو تن از دیگر از دختران اسیر ایزدی که در خانهٔ پزشکی که او را خریده بود نگهداری می‌شدند، فراری بدهند اما در مسیر بازگشت در اثر انفجار یک مین زمینی دو دختر همراه او کشته شدند و لمیا نیز صورتش سوخت و چشم راستش را از دست داد ولی سرانجام توانست خودش را به مقر پیشمرگان کرد برساند.

## دریافت جایزه ساخاروف
در تاریخ ۲۶ اکتبر، اتحادیه اروپا جایزه آزادی اندیشه «ساخاروف» را به لمیا و «نادیه مراد» یک دختر ایزدی دیگر که او هم در ماجرای جداگانه از چنگ داعش فرار کرده بود، اعطا کرد. لمیا به عنوان سمبل زن مبارز در راه آزادی و زندگی که الهام‌بخش جهان است شناخته شده و باراک اوباما شخصیت قوی او را ستایش کرد.